# Craugastor stejnegerianus
Craugastor stejnegerianus är en groddjursart som först beskrevs av Cope 1893.  Craugastor stejnegerianus ingår i släktet Craugastor och familjen Craugastoridae. IUCN kategoriserar arten globalt som livskraftig. Inga underarter finns listade i Catalogue of Life.